# SLAY Radio
SLAY Radio – szwedzka rozgłośnia internetowa o profilu muzycznym, nadająca przez całą dobę remiksy utworów muzycznych z gier na komputery Commodore 64 i Amiga.
Właścicielem stacji jest Kenneth Mutka, znany pod pseudonimem Slaygon. Od 2003 roku nadawane są audycje na żywo, a profil rozgłośni zostaje rozszerzony tak, by pozyskać słuchaczy, którzy nie są ściśle powiązani ze sceną Commodore 64.
Podczas programów nadawanych na żywo słuchacze mogą rozmawiać z didżejem na kanale IRC – prowadzący często komentuje na antenie akurat poruszane tematy.